# Курманівська сільська рада
Курмані́вська сільська́ ра́да — адміністративно-територіальна одиниця та орган місцевого самоврядування в Недригайлівському районі Сумської області. Адміністративний центр — село Курмани.

## Загальні відомості
- Населення ради: 1059 осіб (станом на 2001 рік)

## Населені пункти
Сільській раді підпорядковані населені пункти:
- с. Курмани
- с. Березняки
- с. Голубці

## Склад ради
Рада складалася з 12 депутатів та голови.
- Голова ради: Глущенко Валерій Миколайович
- Секретар ради: Білецька Валентина Миколаївна

### Керівний склад попередніх скликань
| Прізвище, ім'я, по батькові  | Основні відомості                                                                       | Дата обрання | Дата звільнення |
| ---------------------------- | --------------------------------------------------------------------------------------- | ------------ | --------------- |
| Глущенко Валерій Миколайович | Сільський голова, 1963 року народження, освіта вища, член Соціалістичної партії України | 26.03.2006   | 31.10.2010      |
| Глущенко Валерій Миколайович | Сільський голова, 1963 року народження, освіта вища, безпартійний                       | 31.10.2010   | 25.10.2015      |
| Глущенко Валерій Миколайович | Сільський голова, 1963 року народження, освіта вища, безпартійний                       | 25.10.2015   |                 |

Примітка: таблиця складена за даними сайту Верховної Ради України та ЦВК

### Депутати VII скликання
За результатами місцевих виборів 2015 року депутатами ради стали:

#### За суб'єктами висування
| Суб'єкт висування      | Кількість обраних депутатів | %     |
| ---------------------- | --------------------------- | ----- |
| Самовисування          | 8                           | 66.67 |
| Аграрна партія України | 4                           | 33.33 |

#### За округами
| № округу | Прізвище, ім'я, по батькові   | Ким висунуто           | Дата нар.  | Освіта             | Партійна приналежність | Відомості                                                     |
| -------- | ----------------------------- | ---------------------- | ---------- | ------------------ | ---------------------- | ------------------------------------------------------------- |
| 1        | Жук Олександр Миколайович     | Аграрна партія України | 05.07.1972 | вища               | безпартійний           | Курманівська сільська рада, спеціаліст по молоді II категорії |
| 2        | Журба Любов Миколаївна        | Самовисування          | 05.03.1959 | середня спеціальна | безпартійна            | пенсіонер                                                     |
| 3        | Чичик Тетяна Григорівна       | Аграрна партія України | 07.09.1969 | середня спеціальна | безпартійна            | Курманівська сільська рада, головний бухгалтер                |
| 4        | Качинська Лідія Григорівна    | Аграрна партія України | 01.01.1964 | загальна середня   | безпартійна            | Курманівський сільський будинок культури, директор            |
| 5        | Шматенко Петро Олексійовий    | Самовисування          | 28.08.1956 | вища               | безпартійний           | безробітній                                                   |
| 6        | Білецька Валентина Миколаївна | Аграрна партія України | 17.06.1967 | середня спеціальна | безпартійна            | Курманівська сільська рада, секретар виконкому                |
| 7        | Федина Юлія Сергіївна         | Самовисування          | 06.09.1989 | вища               | безпартійна            | Курманівська ЗОШ, учитель                                     |
| 8        | Сербін Вадим Сергійович       | Самовисування          | 01.04.1996 | середня спеціальна | безпартійний           | Недригайлівська ЦРЛ, медичний працівник                       |
| 9        | Савосько Катерина Іванівна    | Самовисування          | 05.01.1988 | загальна середня   | безпартійна            | безробітній                                                   |
| 10       | Зубко Сергій Миколайович      | Самовисування          | 27.06.1969 | загальна середня   | безпартійний           | Недригайлівське ВПУ, оператор газкотельні                     |
| 11       | Торчицька Олена Миколаївна    | Самовисування          | 30.06.1972 | вища               | безпартійна            | Завідувач сільської бібліотеки, бібліотекар                   |
| 12       | Тарасенко Лідія Кузьмівна     | Самовисування          | 12.05.1957 | загальна середня   | безпартійна            | пенсіонер                                                     |